# Rhondda

Mapa przedstawiająca dolinę Rhondda w Walii.

Rhondda, Rhondda Valley (IPA: 'rɒnðɘ; wal.: Cwm Rhondda) – dolina w Walii, dawniej obszar intensywnego wydobycia węgla. W skład doliny Rhondda wchodzą: większa dolina Rhondda Fawr oraz mniejsza Rhondda Fach. Do 1996 roku obszar doliny stanowił oddzielny dystrykt Rhondda. Obecnie dolina należy do dystryktu Rhondda Cynon Taf. Ludność zamieszkująca obszar Rhonddy wynosi 72 443 mieszkańców (2001).